# Derk Wildeboer (burgemeester)
Derk Wildeboer (Slochteren, 4 november 1894 – Hilversum, 19 juni 1970) was een Nederlands politicus. 
Hij werd geboren als zoon van Wessel Wildeboer (1849-1900; dagloner) en Trijntje Haak (1849-1910). Hij was ambtenaar bij de gemeentesecretarie van Weesp voor hij begin 1928 de kort daarvoor overleden H. Koops opvolgde als gemeentesecretaris van Kortenhoef. In 1949 werd hij daar benoemd tot waarnemend burgemeester ter tijdelijke vervanging van de zieke J.E. van Nes van Meerkerk. Vanaf 1952 was Wildeboer de burgemeester van Kortenhoef. Hij ging eind 1959 met pensioen maar zou daarna nog bijna vijf jaar aanblijven als waarnemend burgemeester van die gemeente. Wildeboer overleed midden 1970 op 75-jarige leeftijd. 